# Joël Pelier
Joël Pelier (23 maart 1962) is een voormalig Frans wielrenner.

## Levensloop en carrière
Nadat Pelier in 1983 de Ronde van de Franche-Comté had gewonnen en 1984 de Grand-Prix de France, werd hij ontdekt door Jean de Gribaldy. Pelier werd prof in 1985. Daar viel hij meteen op, in de Tour. Bernard Hinault had het peloton, in de 12e etappe, een rustige start opgelegd. Pelier vond dat maar niks en trok ten aanval in de afdaling van de Colombière. Tot groot ongenoegen van Hinault die hem persoonlijk ging terughalen.
In 1986 droeg hij een tijdje de combiné-trui in de Ronde van Frankrijk. In 1988 werd hij op doping betrapt. Toch kon hij al een jaar later zijn mooiste overwinning behalen: hij won een rit in de Ronde van Frankrijk 1989. Na 1990 werd zijn contract niet verlengd en stopte hij als profwielrenner.

## Resultaten in voornaamste wedstrijden
| Jaar | Ronde van Italië | Ronde van Frankrijk | Ronde van Spanje |
| ---- | ---------------- | ------------------- | ---------------- |
| 1985 |                  | 78e                 |                  |
| 1986 |                  | opgave              |                  |
| 1987 |                  |                     |                  |
| 1988 |                  | 120e                |                  |
| 1989 |                  | 128e (1)            |                  |
| 1990 |                  |                     | opgave           |

| Jaar | Milaan-San Remo | Ronde van Vlaanderen | Luik-Bast.‑Luik | Bretagne Classic |
| ---- | --------------- | -------------------- | --------------- | ---------------- |
| 1985 |                 |                      | 12e             |                  |
| 1986 | 69e             |                      |                 |                  |
| 1987 |                 |                      |                 | 5e               |
| 1988 | 36e             | 61e                  |                 |                  |
| 1989 |                 |                      |                 |                  |
| 1990 |                 |                      |                 |                  |